# 保坂有希
保坂 有希（ほさか ゆき）は、日本のDJ、サウンドクリエイター、舞台脚本・演出家、クリエイティブプロデューサー、アーティストマネージャー。
プロデューサーとしてもMETEORA st.に所属している。
株式会社アブストリームクリエイション 執行役員、ISARIBI株式会社 執行役員、一般社団法人サイリウムダンス協会 常務理事。

## 概要
地元でのバンド活動やライブハウスの店長を経て楽曲制作活動を開始し、CMナレーション、アニメやゲーム等出演でシンガー、声優として表舞台でも活動する一方、ライブプロデュース、CD制作、舞台演出脚本原作、番組制作まで幅広くクリエイティヴす る。インターネットカルチャーを中心に、音楽、アニメ、格闘技、DTMなど様々な分野に精通し、深い 洞察力と観察力を持つトレンドにも敏感なアイデアマン。
abstreem、METEORAでは、マネジメントプロデュース統括として様々なアーティスト・インフルエンサー・コンテンツを手がけている。一般社団法人サイリウムダンス協会を立ち上げ、常務理事を兼任している。

## 実績

### プロデュース/ディレクション/制作
- 「飯田里穂ニコニコ公式チャンネルりっぴーとあふたみー」／番組プロデュース[7][3]
- 「飯田里穂クリスマスイベントMerry ChRippi-」 *「 飯田里穂Birthday Party 2015 in 上海」／イベント制作プロデュース[3]
- LUMICACM「君は何色2019」企画プロデュース[3]
- 「CYALUME DANCE WORLD BATTLE」プロデュース[3]
- LUMICA海外出展ステージ総合プロデュース[3]
- 「大島はるな」クリスマスライブ／制作・プロデュース[3]
- 「ALTOLITS」／ライブ・CD制作[3]
- 「朗読舞台　絢爛舞刀」／原 作・演出・総合プロデュース・出演[3]
- 「俺たちの男子会なう！」／制作・プロデュース[3]
- 「大平峻也」／ファンクラブ運営・イベント制作プロデュース[3]
- 「A-LIVE ACADEMIA」／オープ ニング楽曲制作[3]
- 「薄桜鬼-音絵巻-」TVアニメ薄桜鬼主題歌／十六夜涙REMIX制作[7][3]
- アドリブライブ 「NO PLAN2017」/企画・プロデュース[3]
- 「i☆Risの夜食を食べよう」／ディレクションサポート[3]
- 第一興商アニソンカラオケイベント／制作[7][3]
- TV CM「君は何色2019」プロデュー[2]
- MV「夜のピエロ/Ado」制作プロデュース[7][2]
- 遊遊冥冥/Eve（MVプロデュース）[7]
- イベント「サイリウムダンスワールドバトル」プロデュース[7][2]
- TVアニメ『うる星やつら』 第2クールエンディング プロデュース[9]
- MV Ado『FREEDOM』 プロデュース[10]
- [11]

等

### マネジメント
- 「ギニュ～特戦隊」／ マネジメント[3]

等

### 出演
- EXIT TUNES 「 ETA運動会」 ／公式DJ出演[3]
- 「ワールドコスプレサミット」日本大会決勝／DJ出演[3]
- ニコニコ超会議「LIVE DAM STADIUM」ブース／司会[3]

等